# Puddellaggio

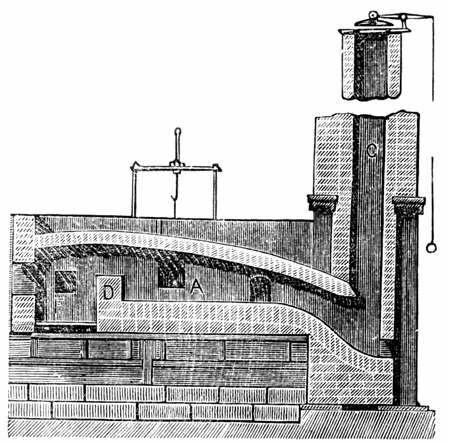
Schema di un forno per il pudellaggio.

Il puddellaggio (o pudellaggio, dall'inglese to puddle, rimestare) è il trattamento siderurgico di ossigenazione di carbonio, manganese, silicio e fosforo (presenti nel metallo) e rimescolamento (puddling) a cui viene sottoposta, in appositi forni, la ghisa per ottenere un materiale con maggiore duttilità e malleabilità, che viene allora chiamato acciaio.

## Storia e procedimento
Il pudellaggio è stata la prima tecnica per ottenere del vero e proprio acciaio, che ha una concentrazione di carbonio uniforme nel pezzo e intermedia tra quella del ferro dolce e quella della ghisa, che è più dura e fragile.
Una tecnica alternativa al puddellaggio per ottenere acciaio è la tecnica Wootz, nota fin dall'antichità in India; la tecnica consisteva nel mettere in un crogiolo sigillato del minerale di ferro o del ferro battuto, aggiungendo una determinata quantità di carbonio sotto forma di ghisa o carbone di legna. Fondendo il tutto si otteneva acciaio. Tale tecnica è detta Wootz.
Il processo di puddellaggio artigianale è stato industrializzato nel 1784 dall'inglese Henry Cort, nell'ambito della rivoluzione industriale in Inghilterra, e brevettato dallo stesso Henry Cort nello stesso anno.
Il puddellaggio si pratica in appositi forni, detti a riverbero, in cui la fiamma è separata dalla camera di cottura da un setto che lascia passare la cima delle fiamme, che si riverberano sul soffitto e inviano calore al piano; una volta che questo sia caldo a sufficienza, lo si "bagna" con ossidi di ferro e si introduce la ghisa.